# Schwarz-Weiß Düren
Schwarz-Weiß Düren (offiziell: Spielvereinigung Schwarz-Weiß 1896 e. V. Düren) war ein Sportverein aus Düren. Die erste Fußballmannschaft spielte sieben Jahre in der höchsten mittelrheinischen Amateurliga. Im Jahre 2005 wurde ein gleichnamiger Nachfolgeverein gegründet.

## Geschichte
Der Verein entstand im Jahre 1947 durch die Fusion von Jugend Düren mit dem im Jahre 1905 gegründeten Rölsdorfer SV. Dabei war Jugend Düren, eigentlich Verein für Jugend und Volksspiele Düren, der erfolgreichere Stammverein. Sie erreichten 1911 und 1920 die Endrunde um die Westdeutsche Meisterschaft. Nach der Fusion gelang im Jahre 1950 der Aufstieg in die Landesliga Mittelrhein, die seinerzeit höchste Amateurliga. Aus dieser stieg man nach einem Jahre ab und verpasste 1952 als Vizemeister hinter Jugend 07 Bergheim den Wiederaufstieg. Drei Jahre später mussten die Dürener in die Kreisklasse absteigen. Der Wiederaufstieg gelang im Jahre 1957, ehe die Schwarz-Weißen den Durchmarsch in die Landesliga schafften. Diese war allerdings nach der Einführung der Verbandsliga Mittelrhein nur noch die zweithöchste Amateurliga.
Der Klassenerhalt in der Saison 1958/59 gelang erst nach Entscheidungsspielen gegen Rheinland Dremmen und dem SC Gleuel. Nach einem sechsten Platz im Jahre 1961 gelang ein Jahr später erst nach einem 5:2-Entscheidungsspielsieg gegen Adler Büsbach der Klassenerhalt. Schließlich stiegen die Dürener 1963 wieder in die Bezirksklasse ab. Nach mehreren Jahren in unteren Spielklassen gelang schließlich im Jahre 1981 der dritte Aufstieg in die Landesliga. Nach einem dritten Platz im Jahre 1984 wurden die Schwarz-Weißen fünf Jahre später Vizemeister hinter dem SC Erkelenz 09. Durch einen Entscheidungsspielsieg gegen die SpVg Frechen 20 gelang der Aufstieg in die Verbandsliga Mittelrhein. Sportlicher Höhepunkt der Vereinsgeschichte war der fünfte Platz in der Verbandsligasaison 1989/90. Vier Jahre später stieg die Mannschaft aus der Verbandsliga ab und schaffte den direkten Wiederaufstieg. Nach nur einem Jahr ging es 1997 erneut in die Landesliga zurück. Vier Jahre später fusionierte Schwarz-Weiß Düren mit der SG Düren 99 zur SG Schwarz-Weiß Düren 99.

## Gleichnamiger Nachfolgeverein
Nach Streitereien auf Vorstandsebene wurde die SpVgg Schwarz-Weiß Düren im Jahre 2005 neu gegründet. Die erste Mannschaft startete in der Kreisliga C und schaffte gleich in der ersten Saison den Aufstieg in die Kreisliga B. Der Aufstieg in die Kreisliga A folgte im Jahre 2009, bevor zwei Jahre später der Aufstieg in die Bezirksliga gelang. Hier hielten die Dürener drei Jahre lang, bevor es für die Schwarz-Weißen wieder in die Kreisliga A zurückging. Nach dem direkten Wiederaufstieg erreichte die Mannschaft 2017 und 2019 jeweils den Aufstieg in die Landesliga. Beide Male mussten die Dürener jedoch direkt wieder absteigen. Nach dem Abstieg aus der Landesliga im Jahre 2020 ging der Verein freiwillig runter in die Kreisliga A, aus der die Schwarz-Weißen zwei Jahre später absteigen mussten. Im Jahre 2025 stiegen die Schwarz-Weißen in die Kreisliga A auf.
Mit Neville Tjiueza brachte der neue Verein Schwarz-Weiß Düren einen späteren namibischen Nationalspieler hervor.

## Persönlichkeiten
- Markus Högner
- Narciso Lubasa
- Andreas Polenski
- Heinz Otten
- Norbert Schmitz
- Toni Schumacher
- Macchambes Younga-Mouhani
- Willi Zander